# Nachal Azur
Nachal Azur (hebrejsky נחל עזור) je vádí v severní části Negevské pouště, respektive v pobřežní nížině, v jižním Izraeli, poblíž pásma Gazy.
Začíná v nadmořské výšce okolo 100 metrů jihovýchodně od města Sderot, poblíž vesnice Gevim. Směřuje pak k severu podél východního okraje Sderotu mírně zvlněnou krajinou, která je zemědělsky využívána. Zleva potom ústí do toku Nachal Hoga.